# 中華民國文化資產自然地景與紀念物類
中華民國文化資產自然地景與紀念物，指由中央主管機關（現為中華民國農業部）依《文化資產保存法》審查指定的具保育自然價值之自然區域、地形、植物及礦物。依其性質，可區分為自然地景及自然紀念物。自然地景包括「自然保留區」和「地質公園」；自然紀念物包括「珍貴稀有植物」、「珍貴稀有礦物」和「特殊地形及地質現象」。（動物已由《野生動物保育法》保護）

## 自然地景

### 自然保留區

#### 國定

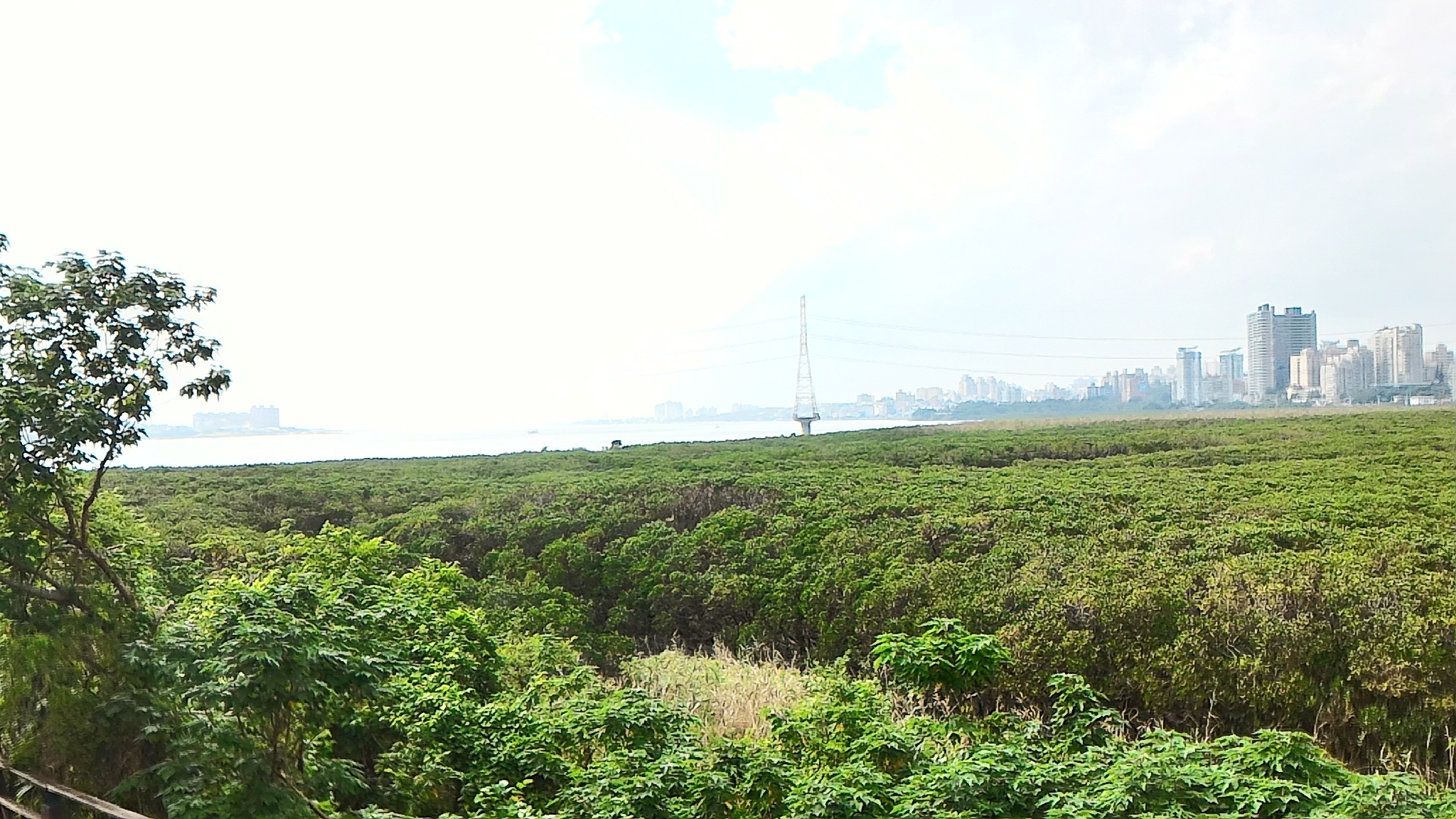
淡水河紅樹林自然保留區
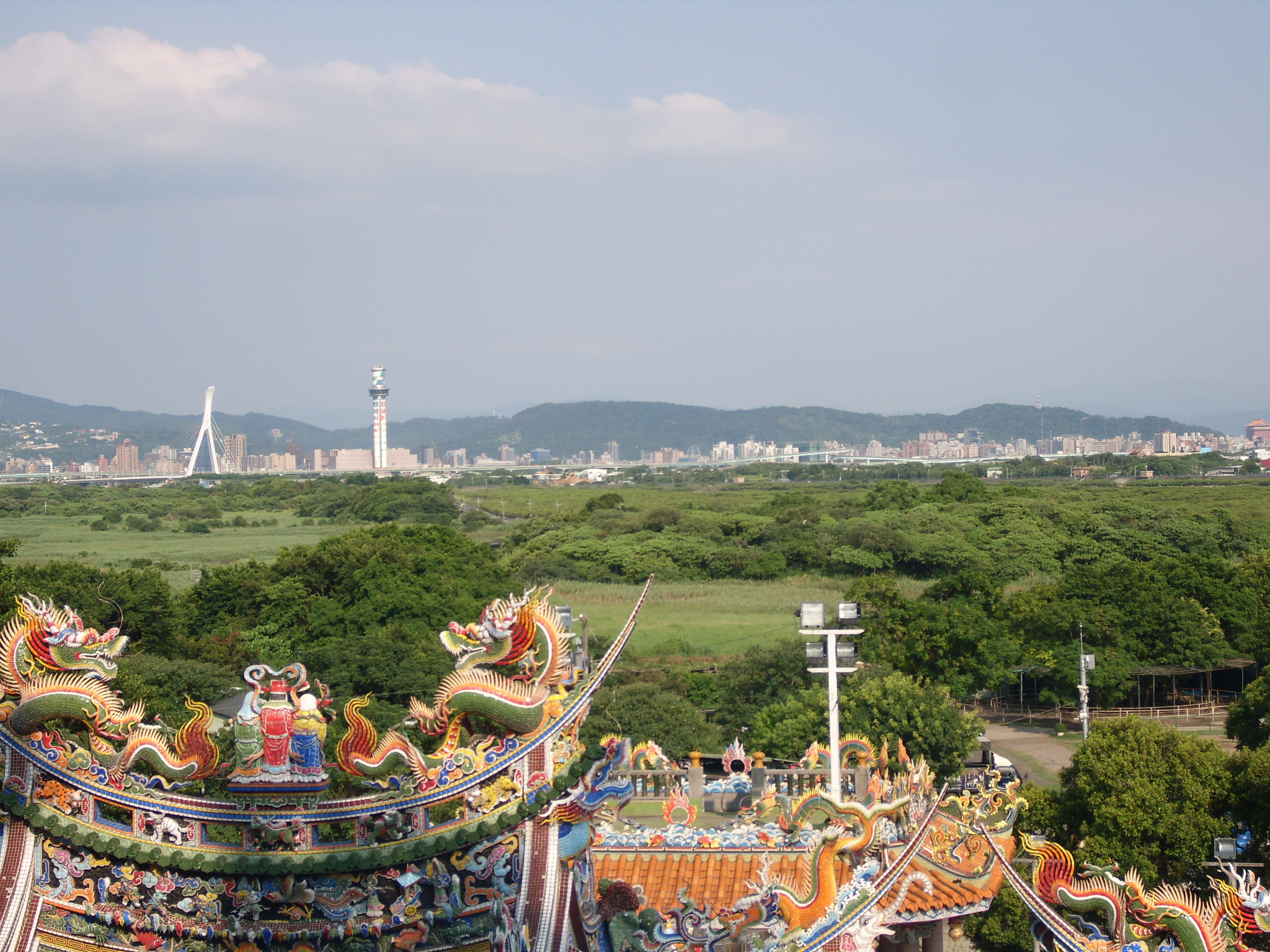
關渡自然保留區（2021年12月20日廢止，但仍為淡水河流域國家級重要濕地之一部分）
- 坪林台灣油杉自然保留區
- 哈盆自然保留區
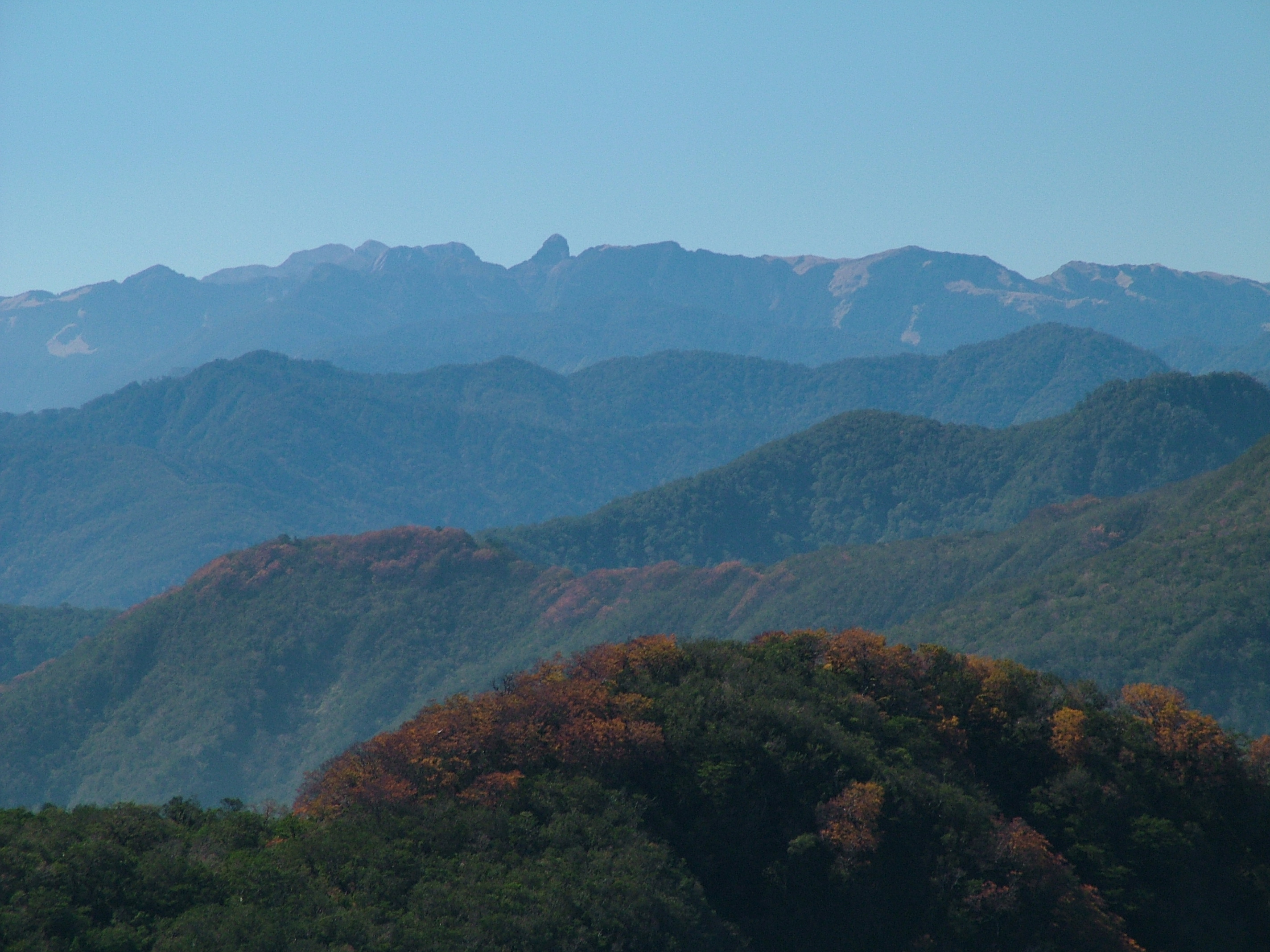
插天山自然保留區
- 鴛鴦湖自然保留區
- 南澳闊葉樹林自然保留區
- 苗栗三義火炎山自然保留區
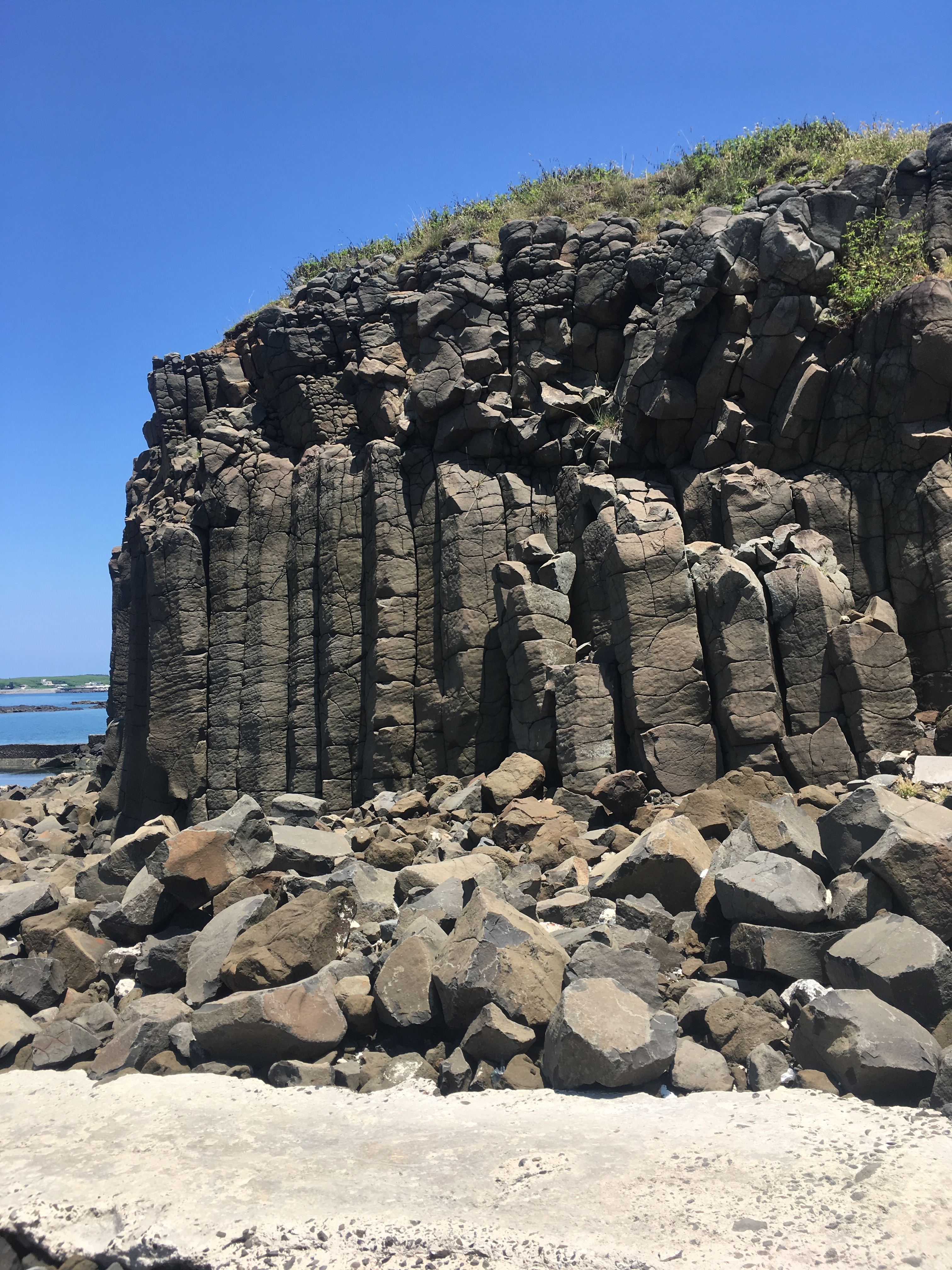
澎湖玄武岩自然保留區
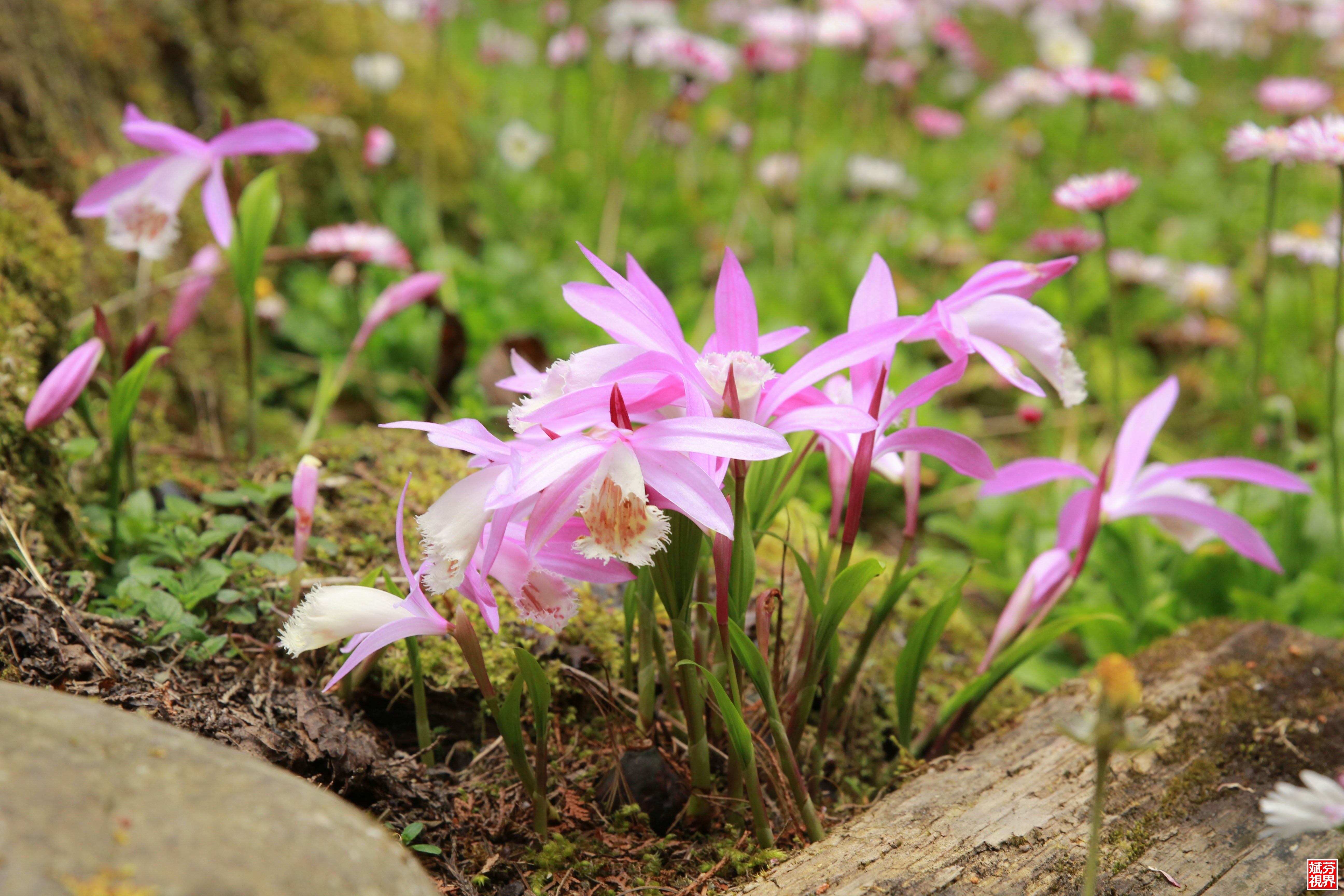
台灣一葉蘭自然保留區
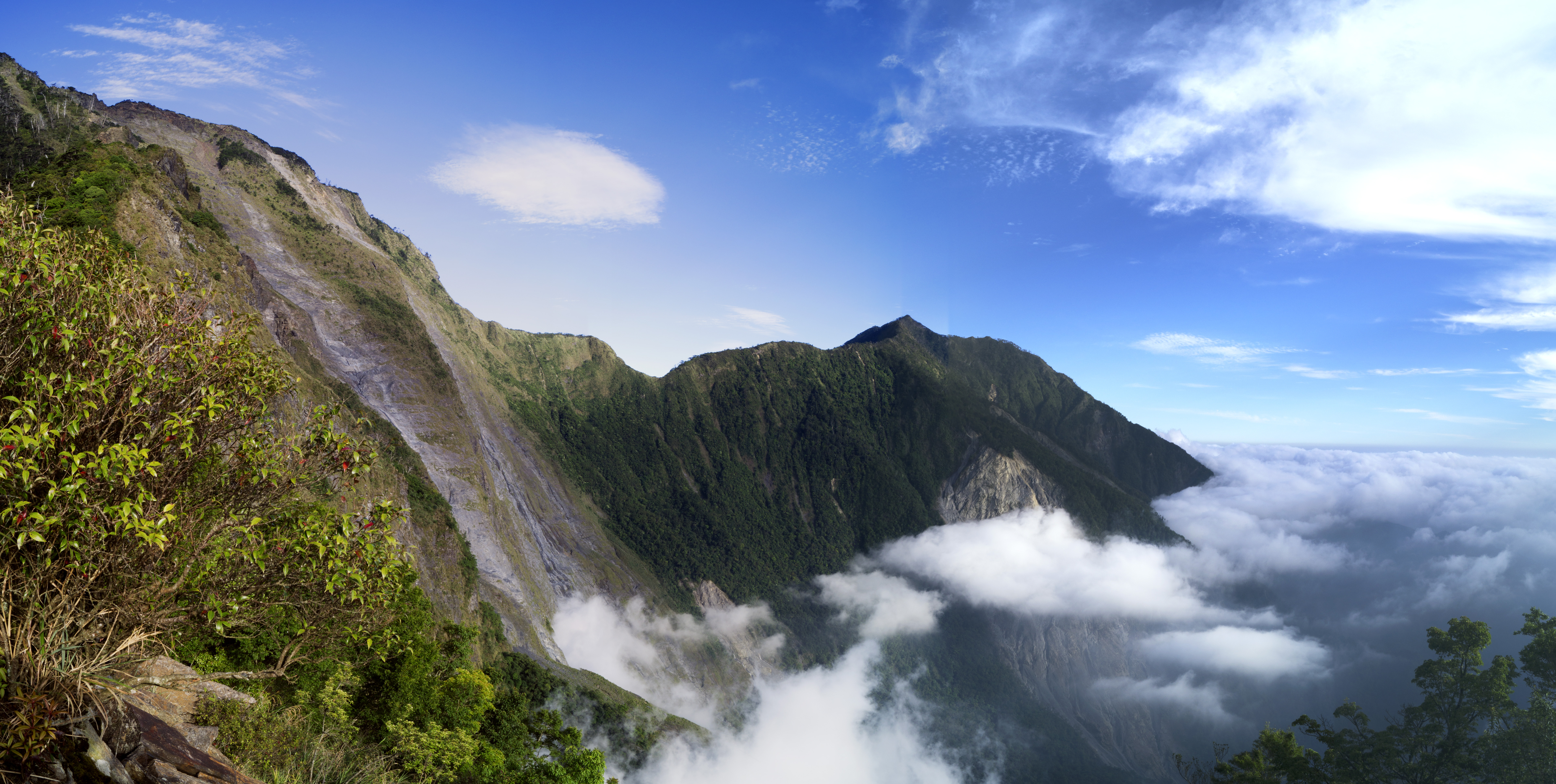
大武山
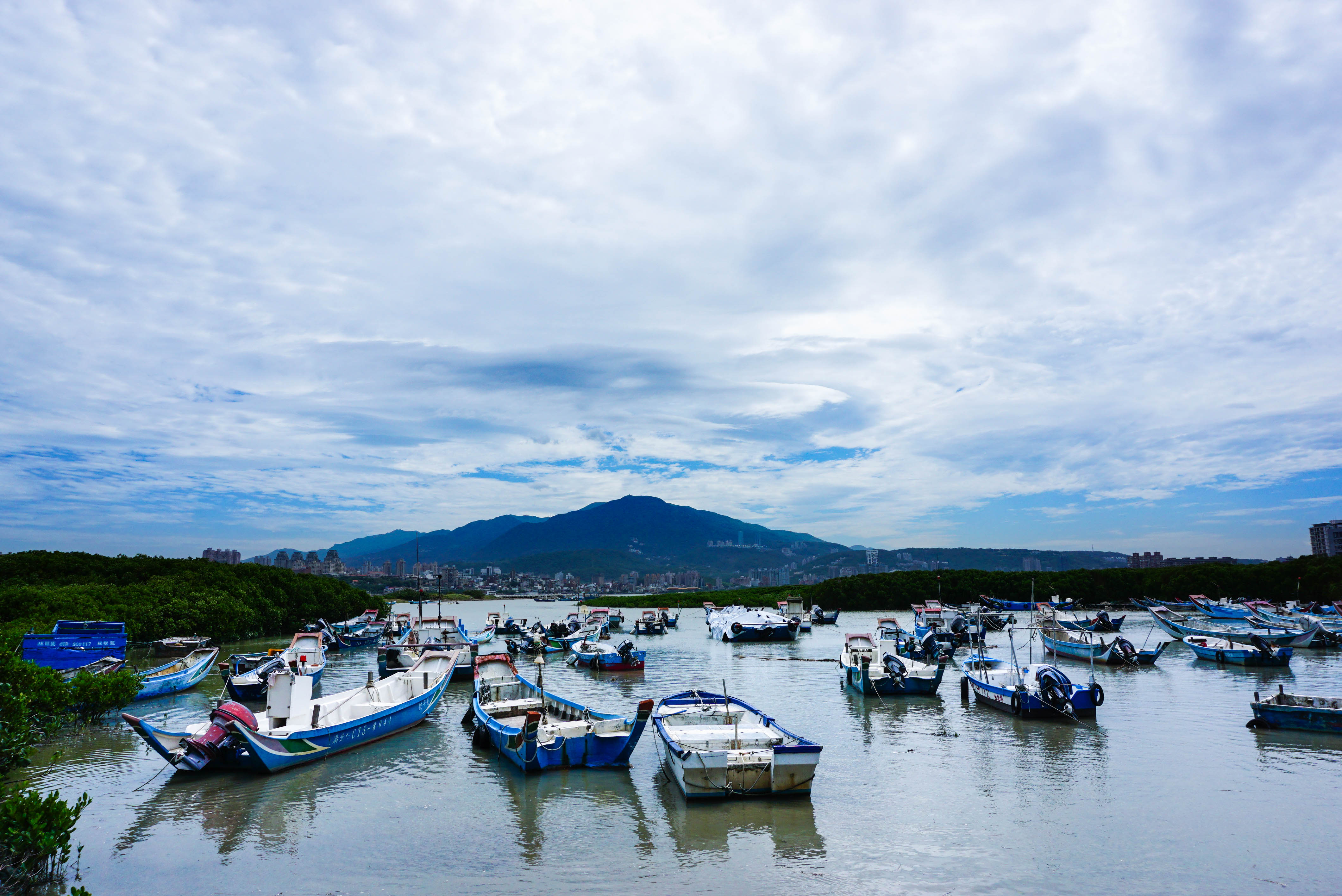
出雲山自然保留區
- 台東紅葉村台東蘇鐵自然保留區
- 烏山頂泥火山地景自然保留區
- 大武山自然保留區
- 大武事業區台灣穗花杉自然保留區
- 挖子尾自然保留區
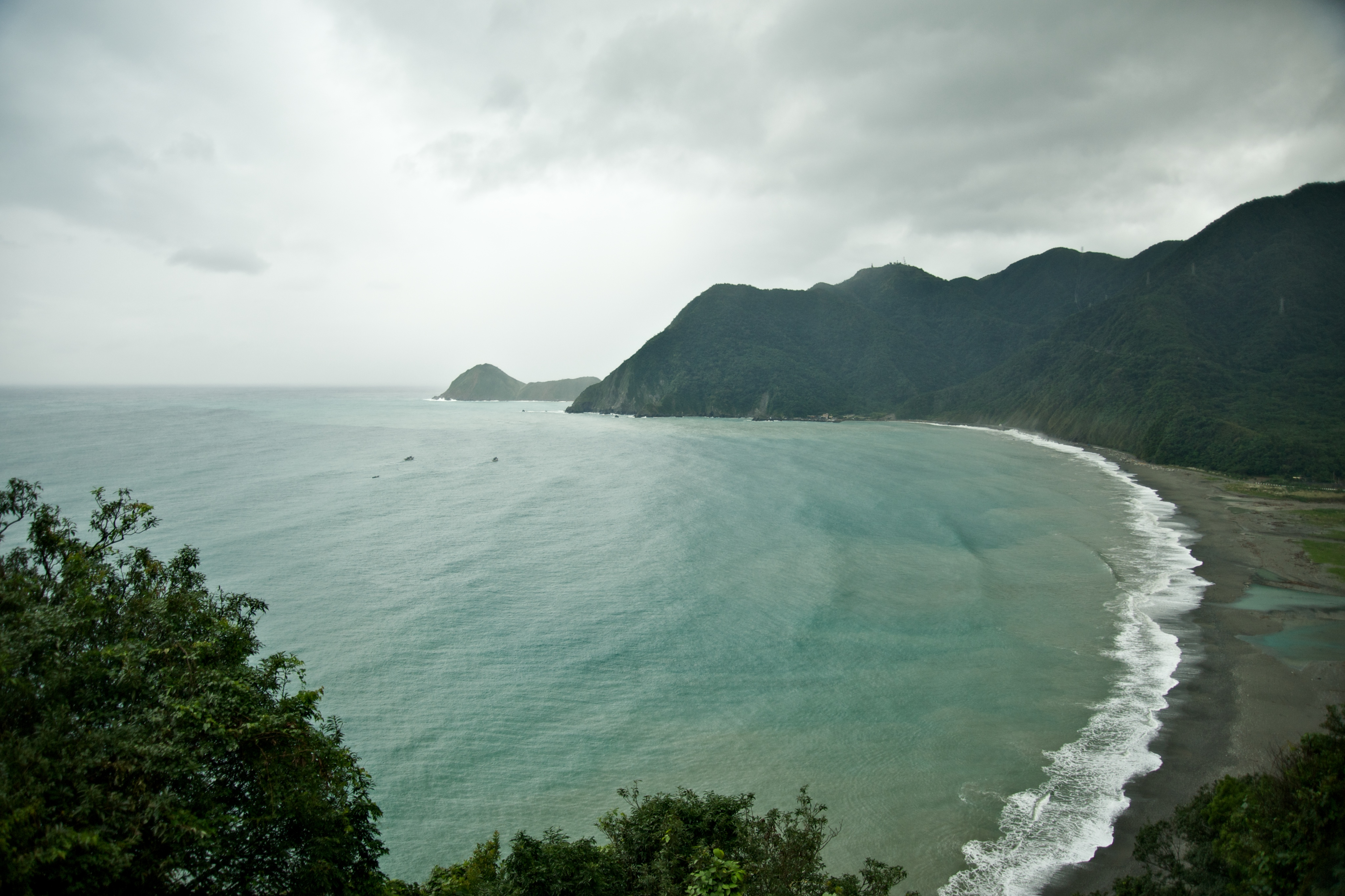
烏石鼻海岸自然保留區
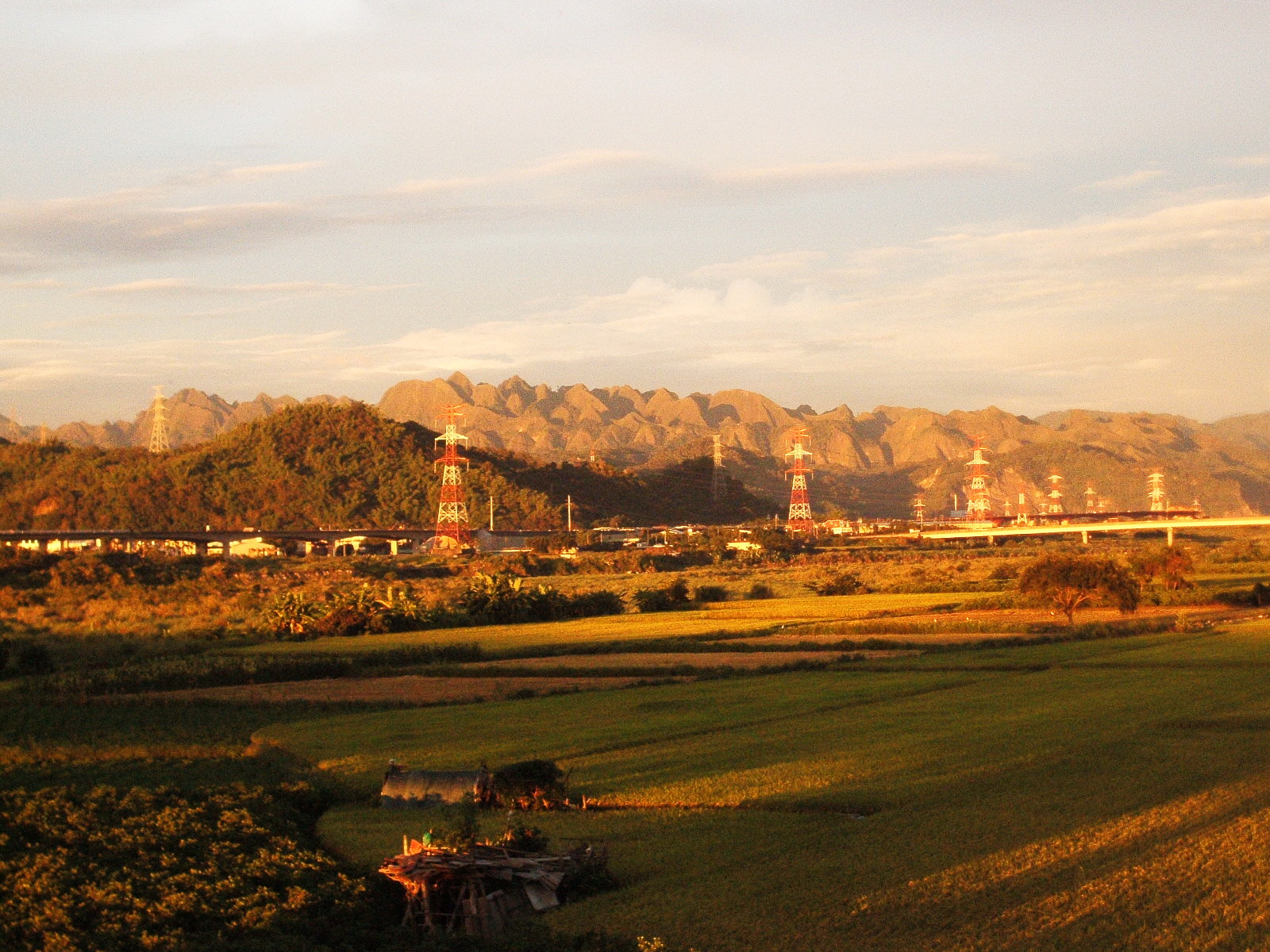
九九峰
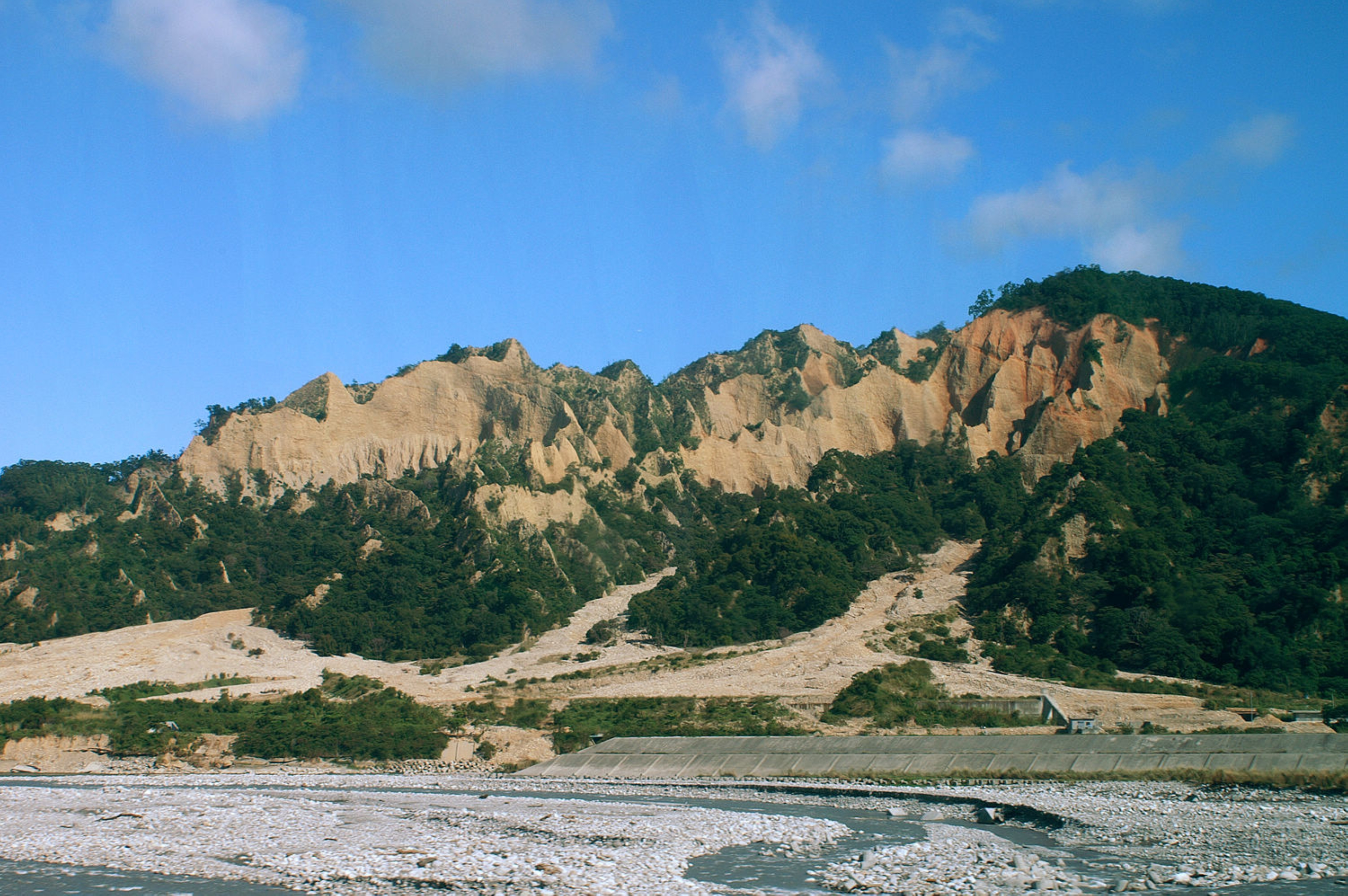
火炎山
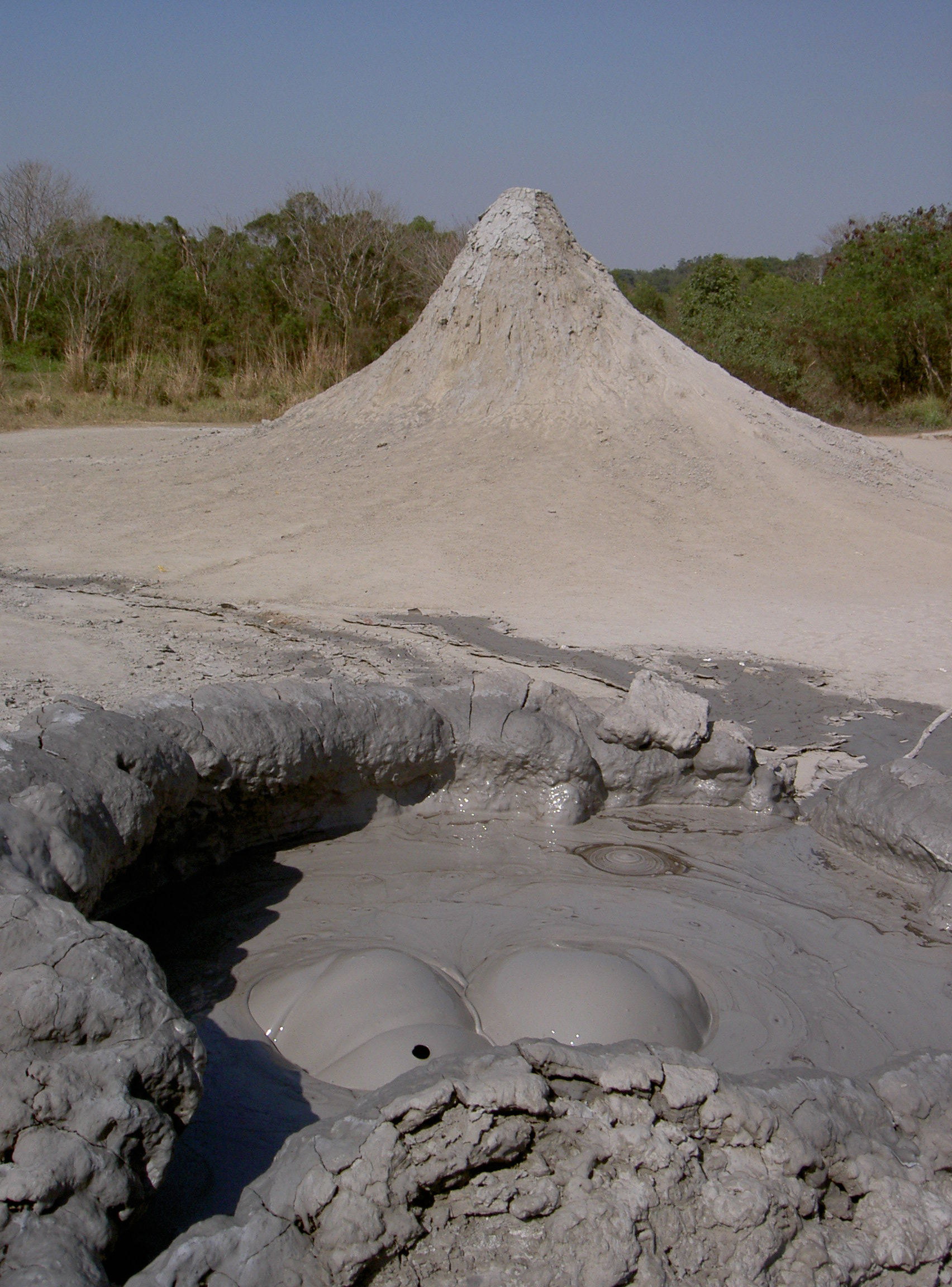
烏山頂泥火山

- 墾丁高位珊瑚礁自然保留區
- 九九峰自然保留區

- 紅樹林自然保留區
- 關渡自然保留區
- 北插天山
- 澎湖玄武岩
- 台灣一葉蘭
- 大武山
- 挖子尾自然保留區
- 烏石鼻海岸
- 九九峰
- 火炎山
- 烏山頂泥火山

#### 縣市定
- 澎湖南海玄武岩自然保留區（東吉嶼、西吉嶼、頭巾、鐵砧）
- 旭海—觀音鼻自然保留區
- 北投石自然保留區
- 龍崎牛埔惡地自然保留區

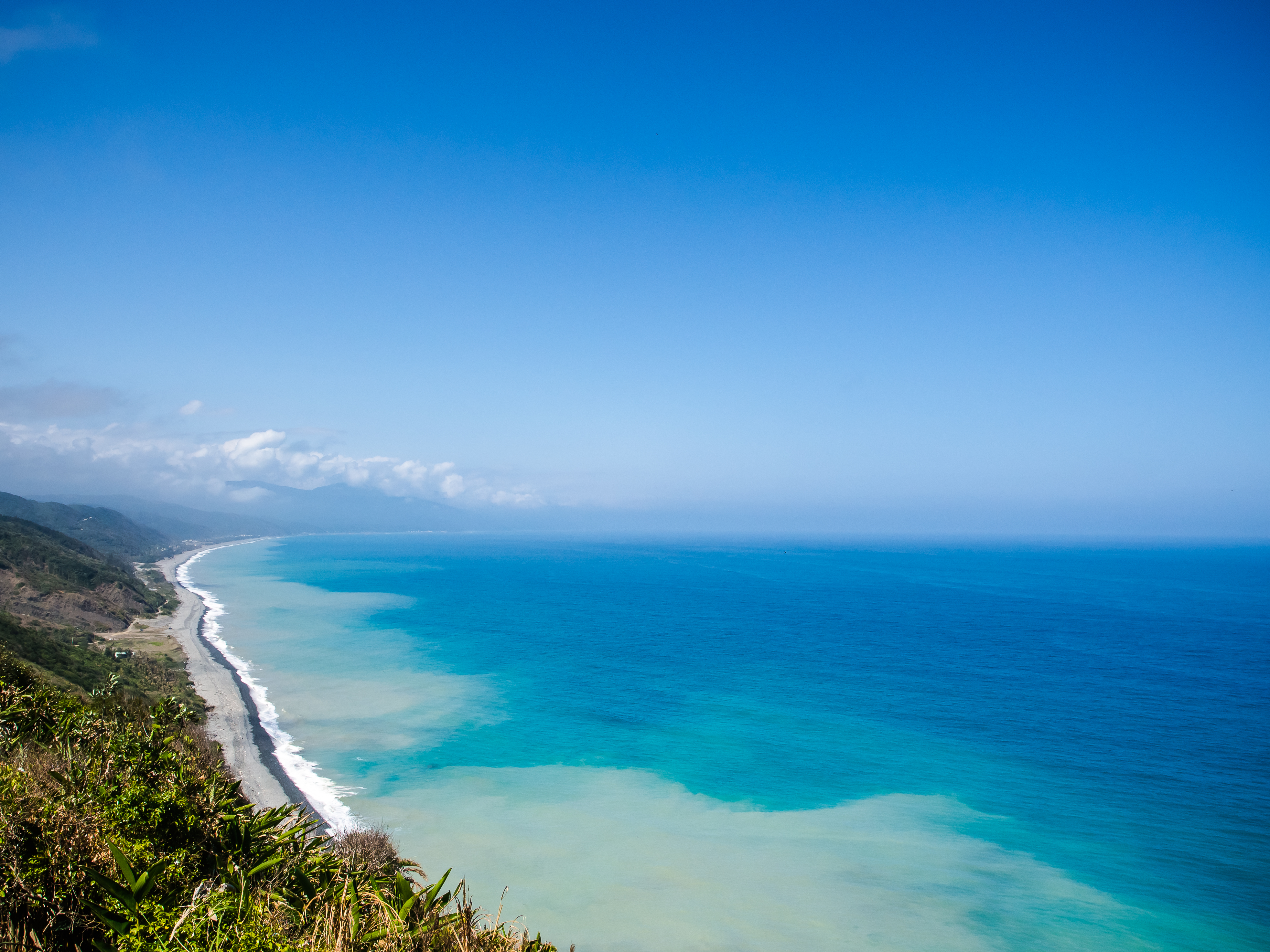
阿朗壹古道
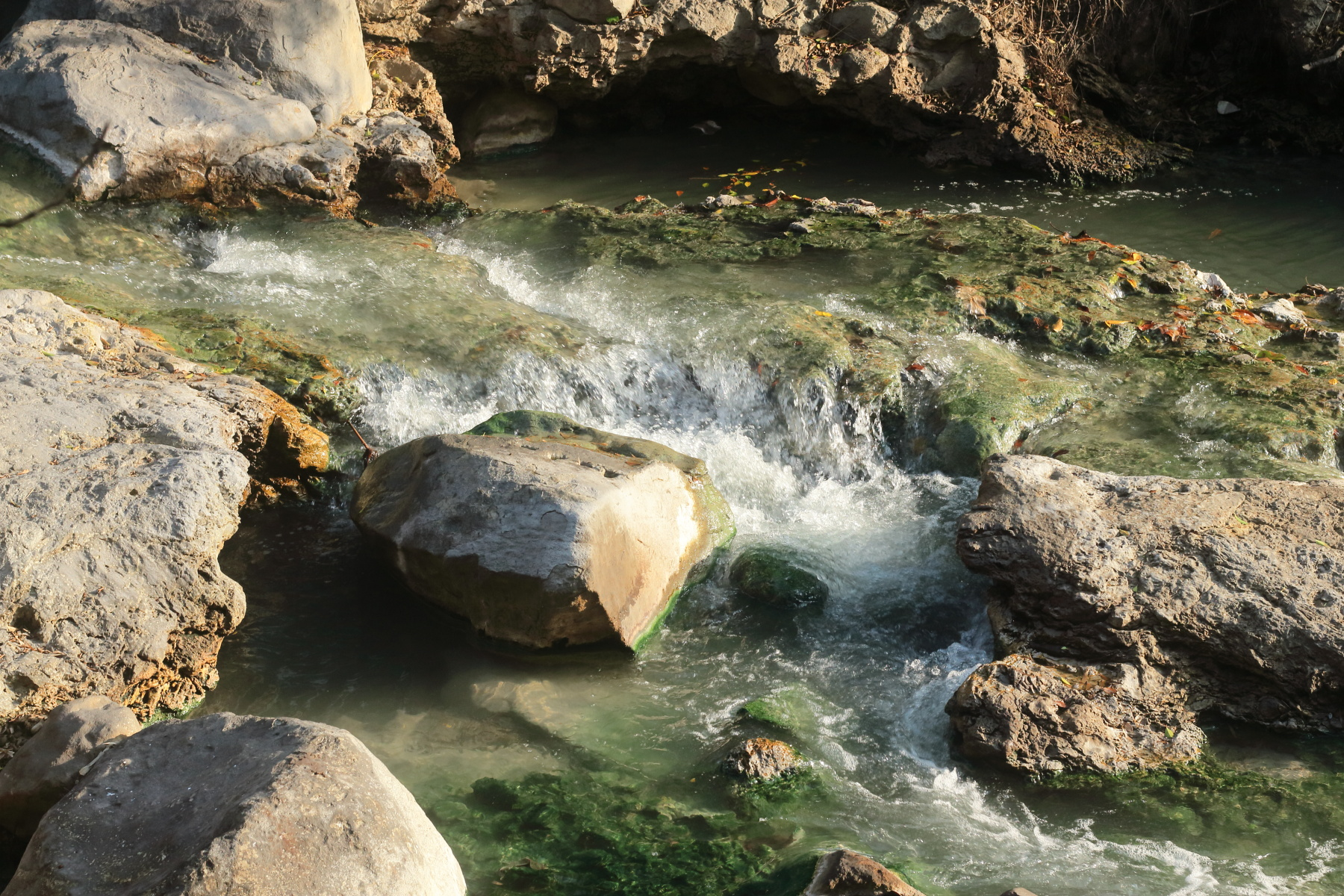
北投石

### 地質公園
2016年《文化資產保存法》修正公告後，新增的文化資產種類。相關地質公園示範區將陸續指定公告。
直轄市、縣市定
- 馬祖地質公園（馬祖燕鷗 · 林坳嶼 · 大澳山、秋桂山海岸、官帽山、東引世尾山、西引海岸、菜圃澳地質、福正海岸、東洋山步道景觀區）
- 草嶺地質公園
- 草漯沙丘地質公園
- 澎湖海洋地質公園（核心區：澎湖玄武岩 · 澎湖南海玄武岩 · 貓嶼）
- 利吉惡地地質公園
- 東部海岸富岡地質公園（核心區：小野柳、加路蘭）
- 野柳地質公園
- 龍崎牛埔惡地地質公園
- 高雄泥岩惡地地質公園
- 和平島地質公園

## 自然紀念物

### 珍貴稀有植物
農委會於1988年8月22日公告11種珍貴稀有植物，因《野生動物保育法》於1989年施行，為落實棲地域內物種保育及域外物種繁衍、推廣之需，2001年9月27日公告解除台灣水韭、台東蘇鐵、蘭嶼羅漢松，2002年1月14日公告解除紅星杜鵑、烏來杜鵑、鐘萼木，2019年4月23日公告解除台灣油杉，並修正台灣穗花杉之科名為紅豆杉科，清水圓柏之變種名修正為taiwanensis。目前台灣有四種珍貴稀有植物，列舉如下：

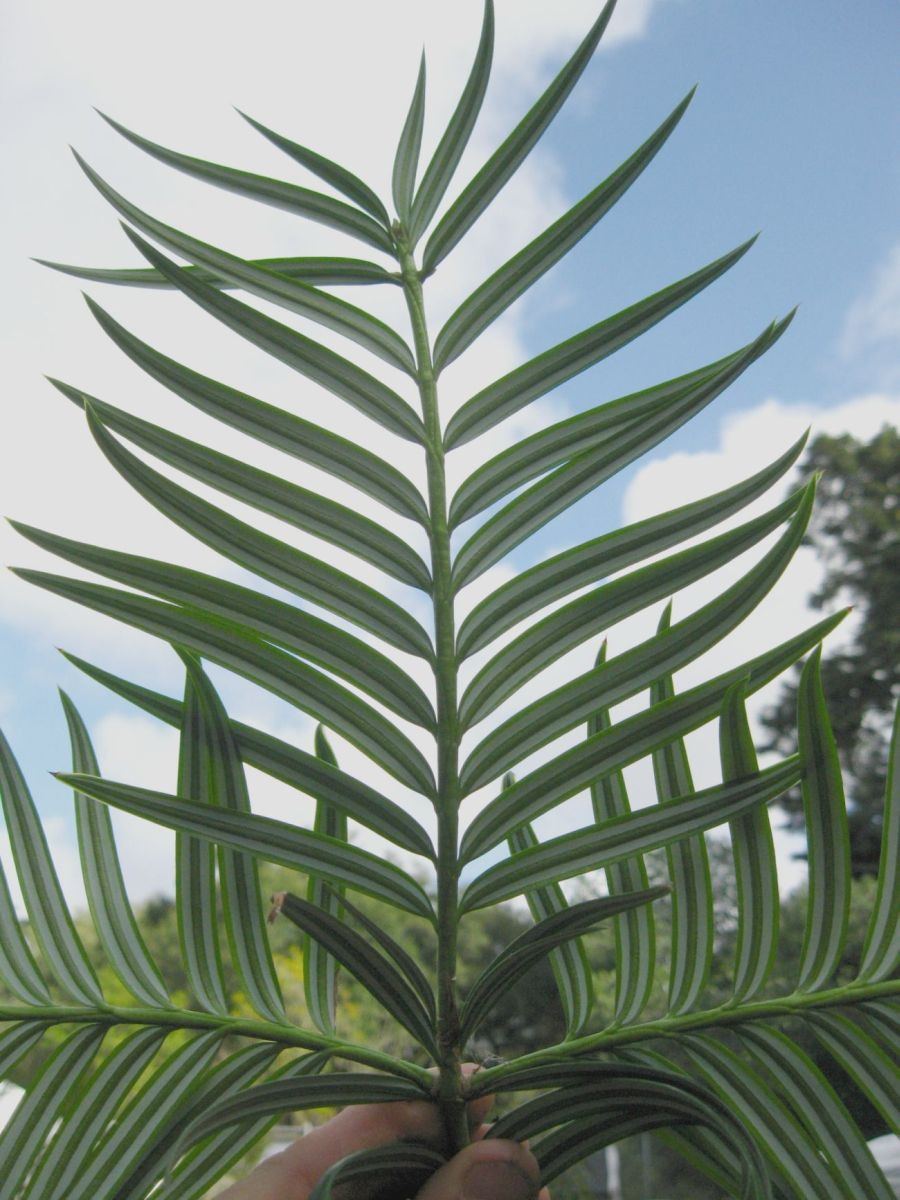
台灣穗花杉
- 南湖柳葉菜
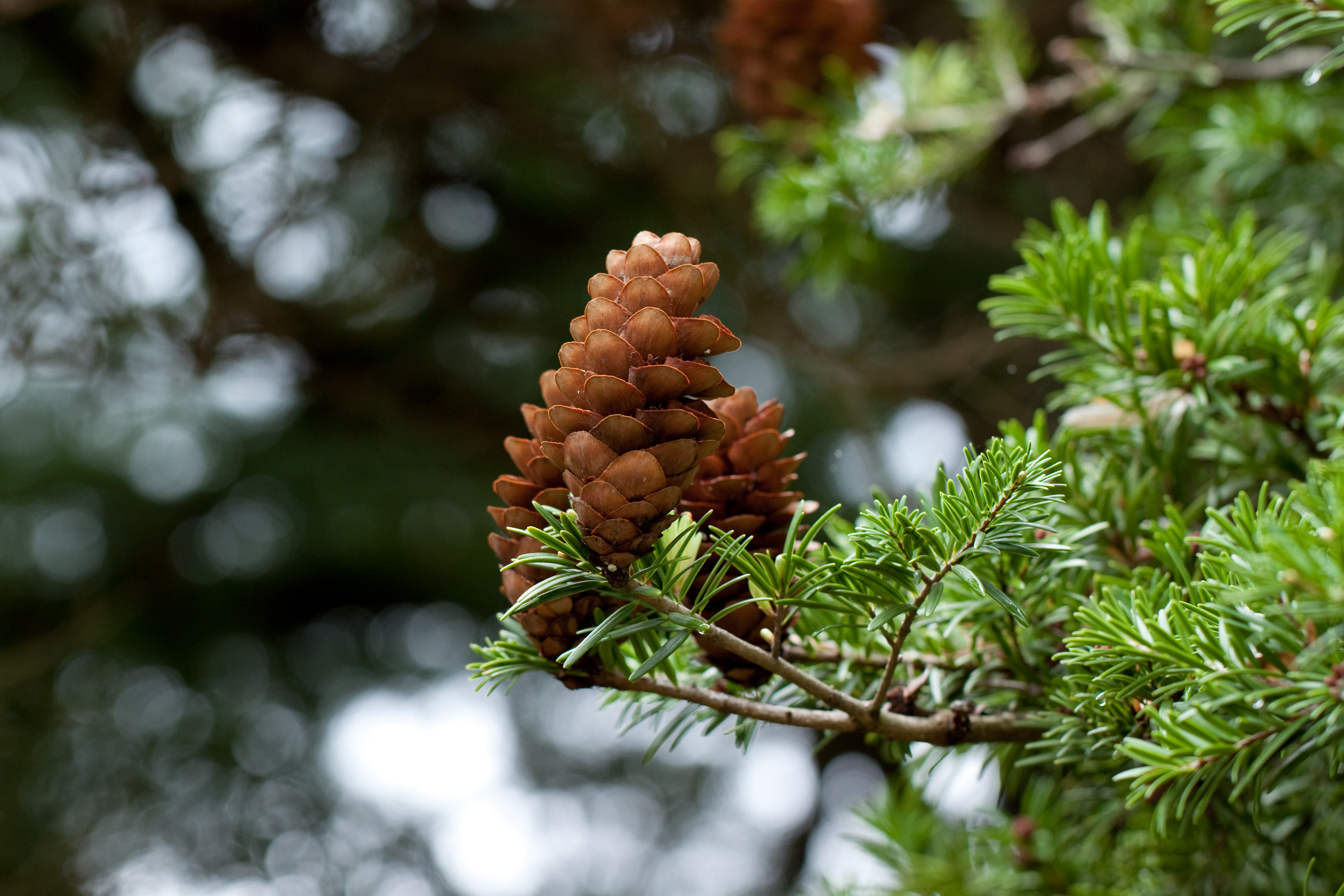
台灣水青岡 （亦稱台灣山毛櫸、早田山毛櫸）
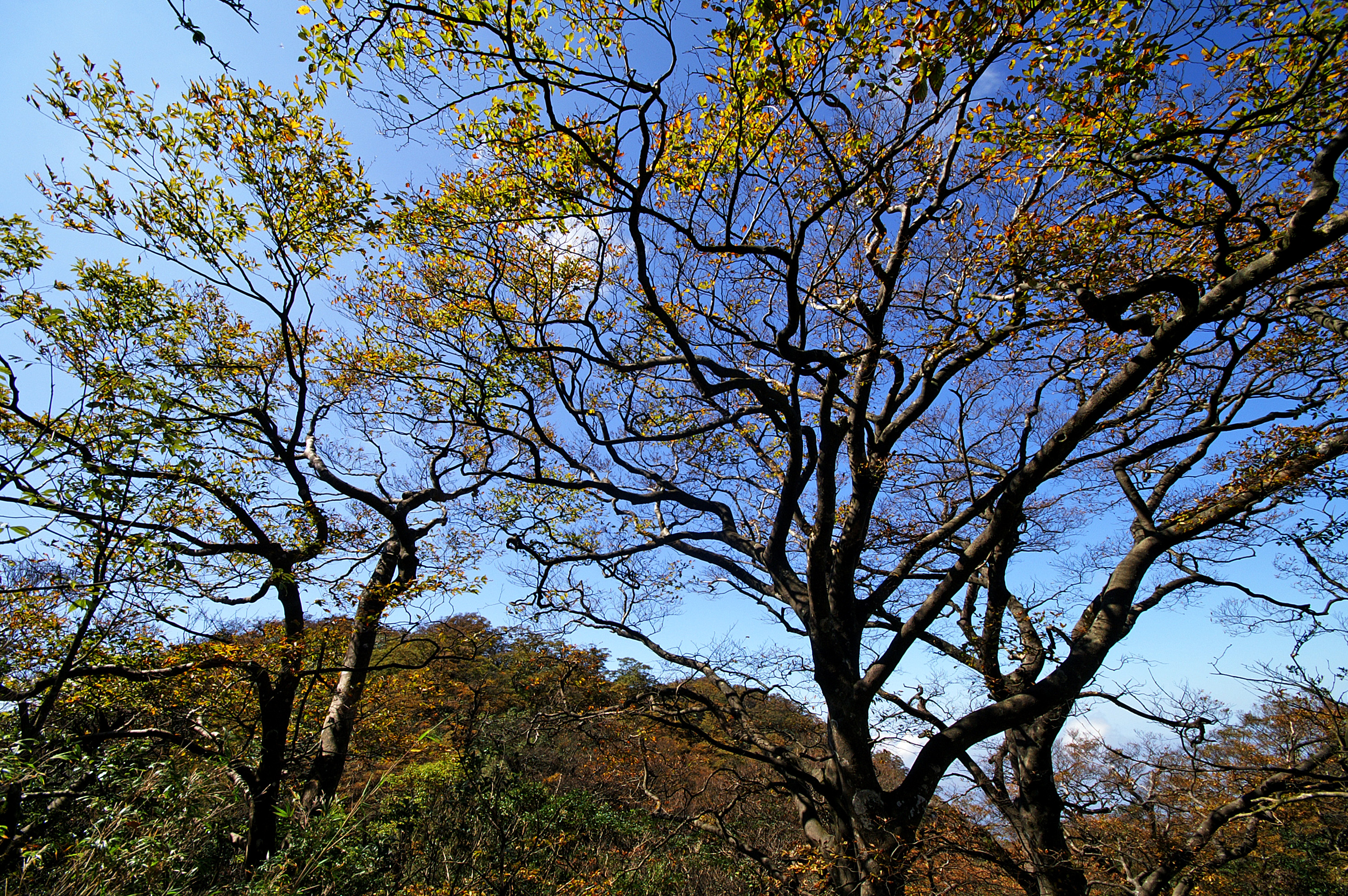
清水圓柏 （亦稱清水山檜）

- 台灣穗花杉
- 台灣油杉
- 台灣水青岡

### 珍貴稀有礦物
指本國特有，且數量稀少之礦物，目前尚未指定公告。

### 特殊地形及地質現象
2016年《文化資產保存法》修正公告後，新增的文化資產種類。
縣（市）定特殊地形及地質現象
- 赤嶼（2020年8月12日登錄，澎湖縣湖西鄉北寮村）
- 番仔石（2020年8月12日登錄，澎湖縣湖西鄉北寮村）
- 苗栗過港貝化石層（2021年2月4日登錄，苗栗縣後龍鎮過港段643-2、643-3地號）
- 鯨魚洞（2021年10月29日登錄，澎湖縣西嶼鄉小門村小門段3地號及312地號之部分土地）
- 火山口湖遺跡（2021年10月29日登錄，澎湖縣西嶼鄉小門村3地號及313地號之部分土地）

### 腳註
1. ↑  . 林務局自然保育網. （原始内容存档于2019-04-19）.

### 文獻
- 林俊全等編著. . 台北市: 行政院農業委員會林務局 , 國立臺灣大學地理環境資源學系. 2010. ISBN 9789860241792.

## 外部連結
- 自然地景、自然紀念物 （页面存档备份，存于），農委會林務局自然保育網
- 自然保留區，農委會林務局自然保育網
- 特殊地形及地質現象，農委會林務局自然保育網
- 珍貴稀有植物簡介，農委會林務局自然保育網
- 地質公園，農委會林務局自然保育網